# Голубева, Елизавета Константиновна
Елизаве́та Константи́новна Го́лубева (1889, Тобольская губерния — 15 октября 1936, Москва) — русский и советский медик, врач, организатор здравоохранения, член РСДРП, общественный и партийный работник.

## Биография
Родилась в 1889 году в Тобольской губернии в дворянской семье.
В 1906 году окончила омскую гимназию. Против воли отца устроилась на работу преподавателем в село. В 1905—1906 годах принимала активное участие в деятельности омских революционных кружков.
С сентября 1909 года училась в Петербургском женском медицинском институте, одновременно трудилась в типографии, работала в студенческой библиотеке в течение двух лет библиотекарем.
В 1910 году вступила в РСДРП, ещё в 1909 году по партийному заданию преподавала на Выборгской стороне в вечерней школе рабочих. Печатала и распространяла агитационные листовки, хранила запрещённую литературу. Студенческая комната Голубевой некоторое время использовалась для партийной явки. В 1914 году по партийному поручению устроилась на работу в больничную кассу Франко-Русского завода медицинским контроллёром. Трудилась сестрой милосердия в местах эпидемий (сначала — фельдшером, с 1915 года — врачом). В 1916 году завершила образование в медицинском институте.
После Февральских событий 1917 года в связи с мобилизацией женщин-врачей отправилась как врач-эпидемиолог в Кокчетавский уезд Акмолинской области. В начале октября 1917 года по долгу службы приехала в Барнаул, где вступила в социально-демократический комитет и вышла за муж за А. А. Селезнёва, известного сибирского большевика.
После Октябрьского переворота 1917 года положила начало здравоохранению на Алтае: создала в Барнауле больничную кассу и стала её первым председателем; оснавала губернскую аптечную комиссию и союз солдаток (по распределению пособий); совмещала партийную и советскую деятельность с помощью губернской лечебнице, хирургической больнице, союзу увечных войнов и др.
С февраля 1918 года работет в губисполкоме, член и секретарь президиума губисполкома, в составе Высшего революционного суда и городского комитета РКП(б), занимает пост ответственного секретаря Центрального бюро профсоюзов.
В мае 1918 года отправляется на съезд комиссаров труда в Москву, после чего уезжает обратно, но в связи с белогвардейским переворотом добирается лишь до Тюмени и отступает с Красной Армией к Перми, где устраивается в губернский комитет РКП(б). Затем приезжает в Москву, в которой в 1919 году начинает руководить отделением здравоохранения Бауманского района.
Осенью 1919 года направилась в Челябинск в Сиббюро ЦК РКП(б), в декабре 1919 года — в освобождённый от белогвардейцев Барнаул, где была избрана членом губернского бюро РКП(б), членом президиума этого органа и ответственным организатором партийной работы в Барнауле.
В числе первых организаторов движения женщин-делегаток в Сибири (с января 1920 года). С 1 февраля 1920 года возглавила отдел здравоохранения Алтайского губернского ревкома, руководила Чрезвычайной комиссией губернского оргбюро по борьбе с тифом (Чекатиф).
В связи с ухудшением здоровья Голубевой её супруг А. А. Селезнёв содействует их переезду в Омск, здесь она проходит лечение, после чего с мужем переезжает работать в Томск. После смерти Селезнёва от тифа отправляется в 1922 году в Петроград, где оканчивает Институт красной профессуры (отделение естествознания).
В конце 1920-х годов Голубева переехала в Новосибирск и возглавила отдел материнства в краевом отделе здравоохранения. В начале 1930-х годов — директор Западно-Сибирского краевого института социалистического здравоохранения, одного из первых двух медицинских научно-исследовательских институтов Новосибирска (второй НИИ — краевой институт общественного питания), с 1935 года — руководитель института санитарии и гигиены.
Член редколлегий журналов «Соц. Здравоохранения Западной Сибири», «Гигиена и социалистическое здравоохранение» (1932—1936).
Выступала в центральной печати, уделяя внимание проблемам медицины и естествознания. Работала над докторской диссертацией и книгой об участии нацистских гигиенистов в основании расовой теории фашизма.
В период руководства краевым НИИ санитарии и гигиены придавала большое значение проблемам Кузбасса, способствовала созданию отделения института в Прокопьевске.
В 1932 году была избрана профессором и назначена заведующей кафедрой диалектического материализма в Новосибирском государственном институте усовершенствования врачей.
В январе 1936 года избрана в президиум Первого Западно-Сибирского краевого съезда врачей (Новосибирск).
Умерла 15 октября 1936 года в Москве в Кремлёвской больнице.